# Venezillo yaeyamanus
Venezillo yaeyamanus är en kräftdjursart som först beskrevs av Nunomura 1990A.  Venezillo yaeyamanus ingår i släktet Venezillo och familjen Armadillidae. Inga underarter finns listade i Catalogue of Life.